# Eriko Satō (Fußballspielerin)
Eriko Satō (jap. 佐藤 衣里子 Satō Eriko; * 25. November 1985 in Shizuoka) ist eine ehemalige japanische Fußballspielerin.

## Karriere

### Verein
Satō spielte in der Jugend für die Waseda-Universität. Sie begann ihre Karriere bei TEPCO Mareeze.

### Nationalmannschaft
Satō absolvierte ihr erstes Länderspiel für die japanische Nationalmannschaft am 27. Juli 2003 gegen Australien. Insgesamt bestritt sie zwei Länderspiele für Japan.